# Roog
Rogier van Bueren (1971), beter bekend als DJ Roog is een Nederlandse dj en producer van housemuziek. Samen met zijn broer Greg vormt hij het succesvolle producersduo Hardsoul. Dit werd tevens de naam voor hun nieuwe label, Hardsoul Pressings, opgezet in 1999.

## Biografie
Eind jaren 70, op 7-jarige leeftijd, begon Rogier met het aanschaffen van LP's en singles. In de jaren '80 draaide hij op schoolfeesten, trouwerijen en kleinschalige verjaardagsfeestjes. In de vroege jaren 90 kreeg Rogier interesse in housemuziek nadat hij veel uitging bij discotheken in Amsterdam, zoals club iT en de RoXY.
In 2001 speelde Roog tijdens ID&T’s Sensation in de Arena. Hier waren 40.000 bezoekers aanwezig. Kort hierna werd Roog genomineerd voor de Lucky Strike Dance Award in de categorie beste house/garage-DJ.
De hit 'Back Together' met Ron Carroll uit 2003 betekende de internationale doorbraak voor Roog. Hij werd drie jaar achter elkaar uitgeroepen tot Number 1 House DJ of Holland, door Bassic Groove Magazine.
Tegenwoordig werkt Roog succesvol samen met Erick E en MC Gee onder de naam Housequake. Daarmee maakten ze in 2009 een cover van Shed My Skin van D*Note. Roog is een voorbeeld voor veel Nederlandse en buitenlandse artiesten zoals Roger Sanchez.

## Discografie
- 2000 - All Nite Long (12")
- 2000 - The Sound Of Love And Dedication (2xCD)
- 2002 - Planet Hardsoul (CD)
- 2003 - Back Together (maxi cd-single)
- 2004 - Lapoema (12")
- 2007 - Your Mind Is Twisted (12")

| Single met eventuele hitnotering(en) in de Nederlandse Top 40 | Datum van verschijnen | Datum van binnenkomst | Hoogste positie | Aantal weken | Opmerkingen          |
| ------------------------------------------------------------- | --------------------- | --------------------- | --------------- | ------------ | -------------------- |
| Your Mind Is Twisted                                          | 2008                  |                       | tip             | -            | Met Jeroenski & Greg |